# 文特雷斯 (路易斯安那州)
文特雷斯（英語：Ventress）是位於美國路易斯安那州波因特庫皮堂區的一個普查規定居民點。

## 人口
根據2020年美國人口普查的數據，文特雷斯的面積為7.31平方千米，當中陸地面積為5.25平方千米，而水域面積為2.06平方千米。當地共有人口800人，而人口密度為每平方千米109.44人。